# Michael Finley
Pour les articles homonymes, voir Finley.
Michael Howard Finley (né le 6 mars 1973 à Melrose Park, Illinois) est un joueur américain professionnel de basket-ball de la National Basketball Association. Évoluant au poste d'ailier, il participe à deux reprises au NBA All-Star Game, en 2000 et 2001 et obtient un titre de champion NBA en 2007 avec les Spurs de San Antonio.

## Carrière

### Débuts
Michael Finley est sélectionné en 21e position de la Draft 1995 de la NBA par les Suns de Phoenix. Au terme de son année rookie, il est nommé dans le All-Rookie First Team 1995-1996 et termine troisième au titre de Rookie of the Year derrière Damon Stoudamire et Joe Smith. Les Suns se qualifient pour les play-offs et sont éliminés au premier tour par les Spurs de San Antonio. Au cours de son année sophomore, il est transféré avec Sam Cassel en échange de Jason Kidd aux Mavericks de Dallas.
Michael était sous contrat de sponsoring avec la Jordan Brand.
En quinze années dans le championnat américain, il a joué 1 103 matchs (et 129 en playoffs), marqué 17 306 points, 4 804 rebonds et 3 245 passes décisives.

## Parcours
- 1995-1996 : Suns de Phoenix.
- 1996-1997 : Suns de Phoenix puis Mavericks de Dallas.
- 1997-2005 : Mavericks de Dallas.
- 2005-2009 : Spurs de San Antonio.
- 2009-2010 : Spurs de San Antonio puis Celtics de Boston.

## Palmarès
En sélection nationale
- Sixième place au championnat du monde 2002 avec la sélection américaine à Indianapolis.

En franchise
- Champion NBA en 2007 avec les Spurs de San Antonio.
- Champion de la Conférence Ouest en 2007 avec les Spurs de San Antonio.
- Champion de la Conférence Est en 2010 avec les Celtics de Boston.
- Champion de la Southwest en 2006 et 2009 avec les Spurs de San Antonio.
- Champion de la Atlantique en 2010 avec les Celtics de Boston.
- Champion de la Division Midwest en 2003 avec les Mavericks de Dallas.

Distinctions personnelles
- 2 sélections au NBA All-Star Game en 2000 et en 2001.
- All-Rookie First Team en 1996.

## Pour approfondir